# Evson Patrício
Evson Patrício (sinh ngày 9 tháng 12 năm 1990) là một cầu thủ bóng đá người Brasil.

## Sự nghiệp câu lạc bộ
Evson Patrício đã từng chơi cho Gamba Osaka và Kamatamare Sanuki.